# Каутцен
Каутцен (нем. Kautzen) — ярмарочная коммуна (нем. Marktgemeinde) в Австрии, в федеральной земле Нижняя Австрия. 
Входит в состав округа Вайдхофен.  Население составляет 1230 человек (на 31 декабря 2005 года). Занимает площадь 35,41 км². Официальный код  —  32210.

## Политическая ситуация
Бургомистр коммуны — Эрвин Хорнек (АНП) по результатам выборов 2005 года.
Совет представителей коммуны (нем. Gemeinderat) состоит из 19 мест.
- АНП занимает 11 мест.
- СДПА занимает 5 мест.
- Партия UFW занимает 3 места.